# Symmachia aconia
Espèce
Symmachia aconia est un insecte lépidoptère appartenant à la famille  des Riodinidae et au genre Symmachia.

## Taxonomie
Symmachia aconia a été décrit par William Chapman Hewitson en 1876.

## Description
Symmachia aconia est un petit papillon noir et rouge aux ailes antérieures à bord costal bossu, apex et angle externe des ailes antérieures, apex et angle anal des ailes postérieures anguleux. Les ailes antérieures sont noires un peu suffusées de rouge et les ailes postérieures sont noires avec une plage rouge triangulaire partant de la base.
Le revers est noir à reflets dorés.

## Écologie et distribution
Symmachia aconia est présent au Brésil.

### Protection
Pas de statut de protection particulier.